# Flamingo International
Flamingo este o companie românească cu sediul la București, având ca domeniu de activitate retail-ul de IT. Flamingo este listată la Bursa de Valori București din anul 2005, fiind prima și singura companie din industria de profil prezentă pe piața de capital,
capitalizarea sa bursieră fiind de peste 300 milioane RON.
Compania a deschis primul magazin în anul 1995.
Acționarii principali ai companiei sunt (martie 2009): Dragoș Cincă – 25,19%, Dan Adamescu – 19,93%, QVT Fund – 15,16% și Flanco Holding – 10,58%.
În anul 2008 Flamingo deținea 111 magazine dintre care 64 de magazine Flanco, 21 de unități Flanco World, restul aparținând rețelei Flamingo.
Principalii competitori pe piața românească de retail de IT&C sunt Domo și Altex.
În decembrie 2009, Tribunalul București a admis cererea de intrare în insolvență a Flamingo Internațional, după ce anterior subsidiara Flanco primise acordul pentru deschiderea aceleiași proceduri, putând astfel începe reorganizarea judiciară sub protecția împotriva creditorilor.
Din ianuarie 2009, până în ianuarie 2010, compania și-a redus numărul de angajați de la 1.300 la 500, iar suprafața netă de vânzare a fost redusă de la 45.000 de metri pătrați la 32.000 de metri pătrați.
Tot în 2009, compania a închis circa 30 de unități, ajungând să dețină 75 de magazine.
Cifra de afaceri:
- 2008: 203 milioane Euro — creștere cu 16% față de 2007[6]
- 2007: 172 milioane euro[3]
- 2005: 86,5 milioane euro[7]

Profit net:
- 2008: −10 milioane Euro (pierdere)[6]
- 2007: 0,4 milioane euro[3]